# Ayúdame
«Ayúdame» es el tercer sencillo de la cantante Paulina Rubio del octavo álbum de estudio Ananda (2006). A pesar de que el sencillo anterior no tuvo tanto éxito como el primero, este sencillo logra elevar la promoción del disco. La balada se lanzó en mayo de 2007 en las radios y en junio el vídeo empezó a rotar en los canales musicales.

## Canción
La canción fue escrita por Coti Sorokin y la misma Paulina Rubio. Es el primer sencillo desde 2000 «El Último Adiós» en ser coescrito por Paulina. Rubio dijo en una entrevista que, aunque ella escribió esta canción de amor con su amigo Coti, también puede tener un segundo sentido y se puede aplicar al calentamiento global. La canción entró en los EE. UU. Billboard Hot Latin Songs en la segunda mitad de mayo del 2007.
El 29 de mayo de 2007, Paulina realizó "Ayúdame" a la Mi TRL muestra en MTV Tr3s. El show se transmitió el jueves, 31 de mayo de 2007, siendo así la primera representación de "Ayúdame" en la televisión. La canción se incluyó también en la lista de su Tour Amor, Luz y Sonido.

## Video
Paulina grabó el vídeo musical en Puerto Rico el 24 de abril de 2007. Anunció el lanzamiento en la red del canal musical Ritmoson Latino. El video fue dirigido por Israel Lugo y Gabriel Coss, tiempo antes Paulina también se había inspirado en el Calentamiento Global para los discos 24 Kilates (Los Dioses Se Van) y Planeta Paulina (Una Historia Más) y ahora con Ananda. 
El vídeo es una llamada a la acción para salvar el planeta de los problemas que enfrenta, tales como el calentamiento global. En el vídeo, Paulina aparece cantando en un espacio abierto con árboles estériles, mientras que los meteoritos caen del cielo, lo que representa el fin del mundo. A medida que el vídeo se cierra, Paulina se mete a la playa y el planeta vuelve a la vida como todo se vuelve de nuevo a verde y los animales reaparecer.

## Posicionamiento en listas
| Listas (2007)           | Mejor posición |
| ----------------------- | -------------- |
| México (Los 40)         | 16             |
| Paraguay (Radio Latina) | 3              |